# اهری، گادچیرولی
اهری، گادچیرولی (به انگلیسی: Aheri, Gadchiroli) یک منطقهٔ مسکونی در هند است که در مهاراشترا واقع شده‌است.

## خصوصیات
اهری ۶۱٬۰۱۵ نفر جمعیت دارد و ۱۲۰ متر بالاتر از سطح دریا واقع شده‌است.